# Большое Тёсово
Большое Тёсово — деревня в сельском поселении Спутник Можайского района Московской области России, в 6 км от Можайска. Расположена на правом берегу Москвы-реки, по обоим берегам впадающей в неё реки Ведомки. Чуть ниже по течению, напротив Большого Тёсова, в Москву впадает также её левый приток Искона.
В Большом Тёсове находится церковь великомученика Димитрия Солунского.
В 1626—1627 годах село Тёсово (тогда ещё без приставки Большое) принадлежало вдове Домне Федоровной Дементьевой, а ранее куплено её мужем. В 1634 году по судном делу село переходит во владение Тимофею Федоровичу Караулову от его «дяди» Федора Константиновича Дементьева.
В XIX и XX веке (до революции) в селе располагалась усадьба Камыниных: Василию Дмитриевичу — отцу Н. В. Арсеньевой и наследникам.
Большое Тёсово соединено шоссейной дорогой с Можайском. Подвесной пешеходный мост через Москва-реку связывает Большое Тёсово с соседним Холдеевом, тянущимся вдоль левого берега Москвы и выходящего к правому берегу Исконы. Ближайший автомобильный мост через реку Москву — в Ильинской Слободе, примыкающей к Можайску.

## Население
| 2002 | 2006 | 2010 |
| ---- | ---- | ---- |
| 121  | ↘81  | ↗100 |